# Unione Sportiva Triestina Calcio 1918
La Unione Sportiva Triestina Calcio 1918 es un club de fútbol de Italia, con sede en Trieste, en la región de Friuli-Venecia Julia. Fue fundado en 1919 y refundado en varias oportunidades. Compite en la Serie C, tercera categoría del fútbol italiano.

## Historia
La sociedad nace, el 18 de diciembre de 1918, de la fusión de los dos clubes principales de la ciudad, el ASD Ponziana y el Foot-Ball Club Trieste. En 1919 el club pasa a llamarse oficialmente Unione Sportiva Triestina Calcio.

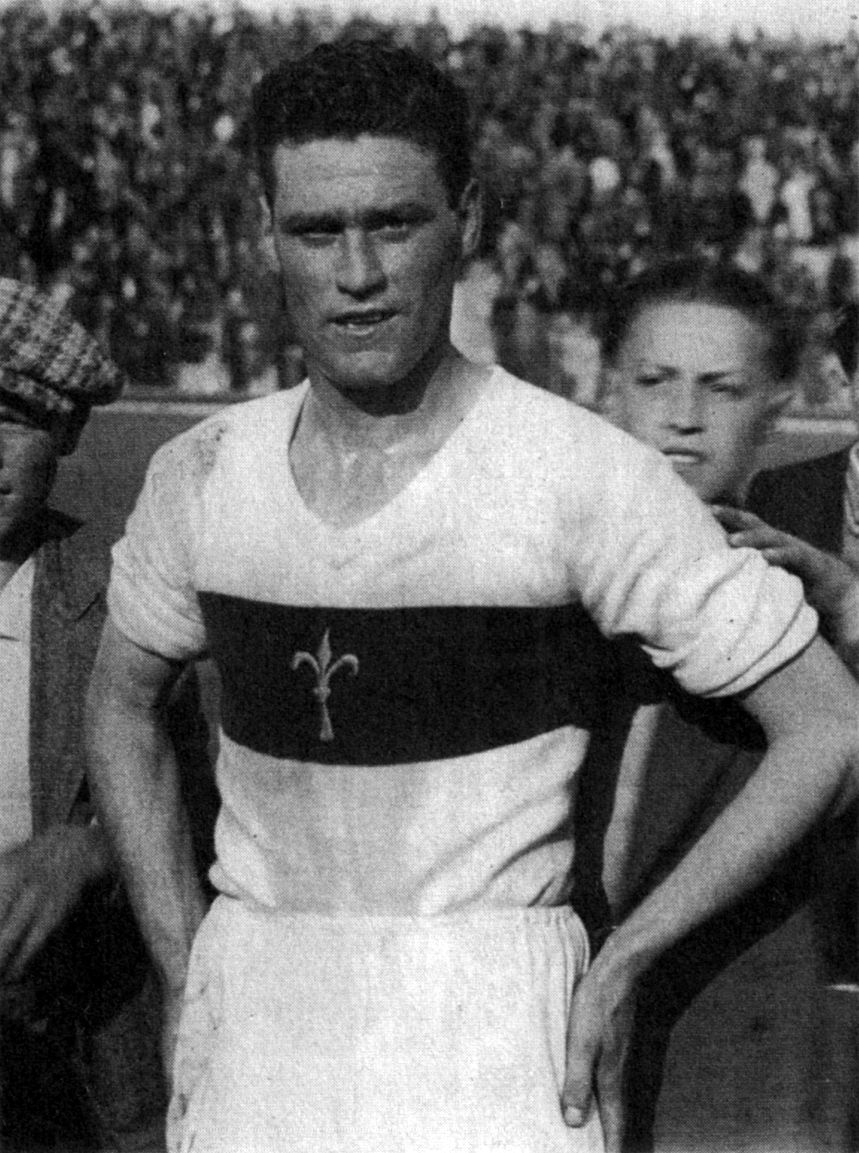
Nereo Rocco juega en el Triestina en los años 1930 y entrena al equipo en la segunda posguerra.

El club llegó a Seconda Divisione (ahora conocida como Serie B) en 1924. Ascendió a la Serie A en 1929 llegando a jugar consecutivamente en la máxima categoría italiana hasta 1957. Durante sus primeros años en la Serie Al club contó con talentosos jugadores italianos como Gino Colaussi, Piero Pasinati, Nereo Rocco así como también el devenido símbolo del AC Milan y años más tarde seleccionador de Italia, Cesare Maldini. Rocco volvió a la Triestina como entrenador en 1947, logrando conquistar el subcampeonato de liga, siendo todavía el mejor resultado de la historia de la Unione en la Serie A.

## Descenso y Ascenso (1953-1983)

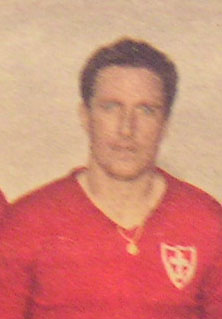
Guglielmo Trevisan con la camiseta triestina, 1954.

En 1953 Nereo Rocco regresó al club pero fue despedido después de 21 jornadas debido a los malos resultados. En 1957 la Triestina descendió por primera vez a la Serie B. Al año siguiente regresó a la Serie A pero perdió la categoría esa misma temporada, que es también su última campaña en la máxima categoría hasta la fecha.
El club fue relegado a la Serie C en 1961. En 1971 descendió a la Serie D, lo que obligó a los alabardati a disputar un derbi local contra la ASD Ponziana en 1975. El club volvió a la Serie C en 1976, y fue admitido en la Serie C1 en 1978. Regresó a la Serie B en 1983.

## Refundaciones del Equipo
En 1994 la Triestina fue refundada y en 2002 ascendió a la Serie B, división en la que permaneció hasta 2011. En 2012 es refundada nuevamente comenzando su andadura en la Eccellenza Friuli-Venezia Giulia y cambiando su denominación a Unione Triestina 2012. En la temporada 2013-2014 regresó a la Serie D. En 2016 fue refundado con el nombre actual.

## Estadio

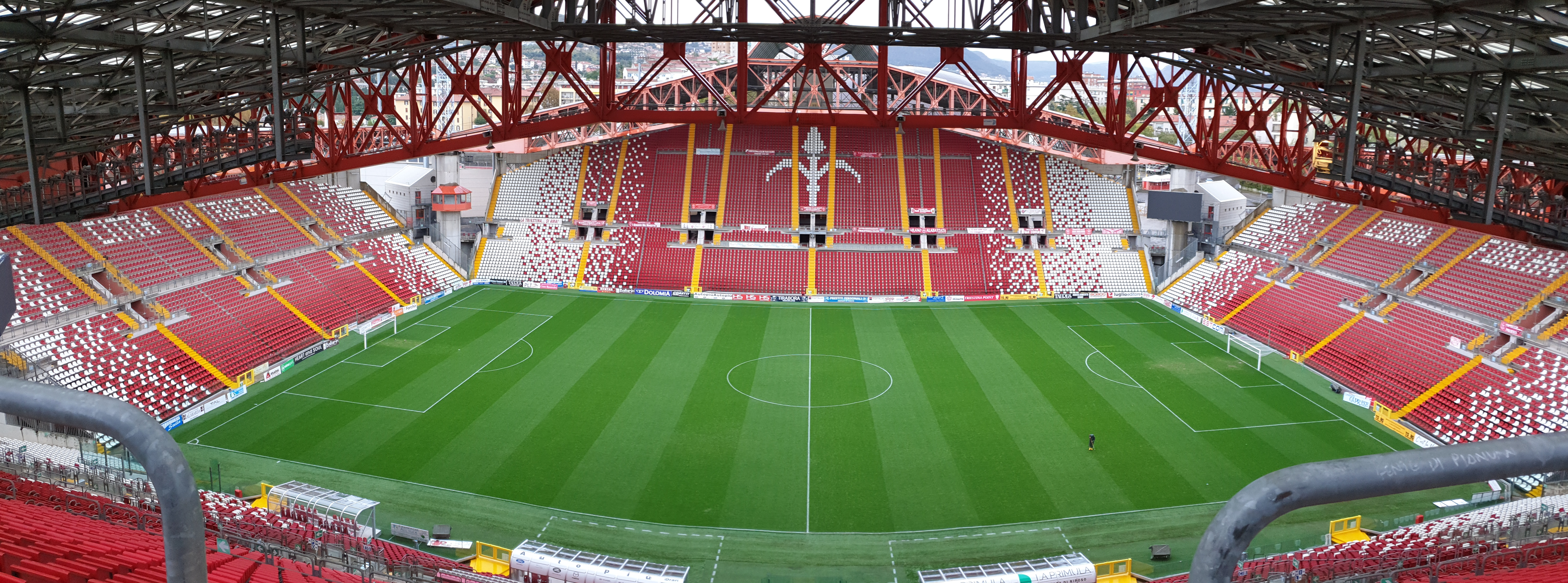
Estadio Nereo Rocco.

Son muchas las instalaciones que han acogido los partidos del Triestina en casa. De hecho, se puede decir que el equipo nació precisamente por una cuestión relacionada con el terreno de juego, como se explica en la sección de historia. De hecho, el FC Trieste y el CS Ponziana compartieron como campo el patio de armas de un cuartel situado en la actual Piazza Oberdan. El primer campo real se construyó en el barrio de Montebello, en la zona del actual recinto ferial. Luego llegó la época del estadio Giuseppe Grezar (en la época de la construcción del Littorio), en el barrio de Valmaura, que acogió los partidos de la Triestina desde 1932 hasta 1992, excepto la temporada de 1947, en la que el equipo juliano se vio obligado a jugar en Udine, en el antiguo estadio Moretti, durante muchos partidos. Desde 1992, es el estadio dedicado a Nereo Rocco el que acoge al equipo Rossoalabardata.

### Otras instalaciones
La escasez de instalaciones de césped en la ciudad siempre ha penalizado tanto al primer equipo como al sector juvenil de los alabardati. El primer equipo ha realizado a menudo verdaderas peregrinaciones a muchos campos de los alrededores, como Villaggio del Pescatore, Visogliano o Muggia. A veces incluso salía de la provincia, a Turriaco, Villesse, Staranzano o Visco. El estadio del Grezar se convirtió entonces en el centro de entrenamiento hasta que su renovación lo hizo inviable, por lo que el equipo se entrenó en las antiguas instalaciones del Olimpia en Opicina. Desde la temporada 2012/13 se entrena en el terreno sintético de San Dorligo della Valle y posteriormente en Prosecco, ambos en la provincia de Trieste. En la temporada 2018/2019 la Triestina se trasladó a Monfalcone, entrenando en el estadio municipal de Boito. A partir de la temporada 2019/2020 los jugadores rojiblancos han vuelto a entrenar en el estadio del Grezar tras la remodelación que fue necesaria para el Campeonato de Europa sub-21.

## Palmarés

### Torneos nacionales
| Competición nacional            | Títulos                              | Subcampeonatos |
| ------------------------------- | ------------------------------------ | -------------- |
| Serie A (0/1)                   |                                      | 1947-48        |
| Serie B (1/0)                   | 1957-58                              |                |
| Serie C (1/0)                   | 1961-62 (Grupo A)                    |                |
| Serie C1 (1/0)                  | 1982–83 (Grupo A)                    |                |
| Copa Italia de la Serie C (1/0) | 1993–94                              |                |
| Serie D (2/0)                   | 1971-72 (Grupo C), 1975-76 (Grupo C) |                |